# Casa Fuster

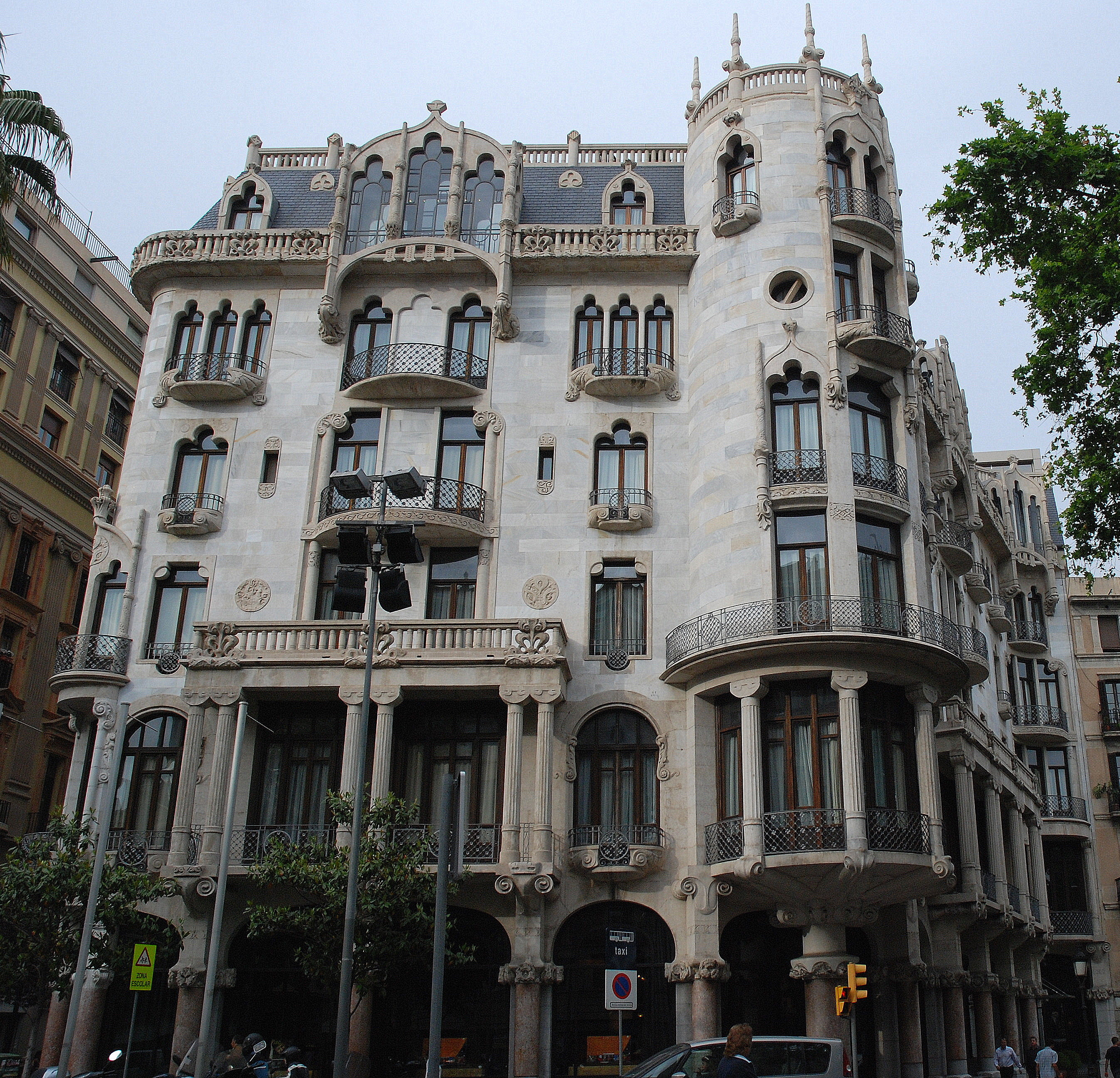
Casa Fuster

Casa Fuster is een huis in de Spaanse stad Barcelona, aan de Passeig de Gràcia. Het is een ontwerp van de Spaanse architect Lluís Domènech i Montaner en zijn zoon Pere Domènech i Roura.
De woning werd tussen 1908 en 1911 in de stijl van het Catalaans modernisme gebouwd voor de familie Fuster. Het is een van de belangrijkste werken van Lluís Domènech i Montaner. Ook hier zijn zijn voornaamste stijlkenmerken aanwezig: drieledige vensters, versieringen met bloemmotieven en aan de basis van het gebouw ronde zuilen in roze steen samen met neogotische elementen. Het gebruik van kwaliteitsvolle materialen zoals marmer, maakte dat het in 1911 de duurste woning van de stad was. 
Het gebouw is verder versierd met torens, balkons, galerijen en brede bogen zodat men het ook kan catalogeren onder het eclectisme met modernistische versieringen.
Vanaf 2004 dient het pand als hotel waardoor het interieur grondig werd aangepast.